# Цју Цоло (Нуоро)
Цју Цоло је насеље у Италији у округу Нуоро, региону Сардинија.
Према процени из 2011. у насељу је живело 112 становника. Насеље се налази на надморској висини од 312 м.